# 慧賢皇貴妃
慧贤皇贵妃（1711年—1745年2月25日），高佳氏。初為鑲黃旗包衣佐領下人，後抬入滿洲鑲黃旗。文淵閣大學士高斌之女。乾隆帝的皇贵妃。乾隆二年，册封为贵妃。乾隆十年，病重期间封為皇贵妃，因此未行册封礼。她是乾隆朝第一位獲封貴妃、皇貴妃的女子，也是乾隆朝唯一的一位初封貴妃。

## 生平
慧贤皇贵妃出身镶黄旗包衣的官僚家族，世居遼陽地方，父祖辈均为高等官僚，婚姻圈逐步脱离内务府的基础范围。不過高氏家族作为内务府三旗包衣，有为宫廷服务的义务。因此，大约在雍正三年（1725年），14岁的高氏在內務府選秀中，被指配給同岁的皇四子弘曆，充作阿哥使女 (即阿哥格格，這兩個稱呼通用，詳見永琪如格格之例) 。果毅亲王允礼的生母聖祖勤妃陈佳氏是高斌原配夫人的堂妹，高氏之母是高斌的二继室馬氏。雍正十一年（1733年），弘曆獲封和碩寶親王。雍正十二年（1734年）三月初一，高氏奉世宗欽旨由格格晋封為寶親王側褔晉。雖按侧福晉规格制作相应的冠服、器皿和金糊轿车等，卻未见有補聘禮的记载，僅有冊封為側福晉的仪式。雍正十三年（1735）九月初三，弘历继皇帝位，年号乾隆。九月二十四日，乾隆帝诏封高氏为贵妃。乾隆二年（1736）十二月初四，行贵妃册封礼。
乾隆元年（1736年）二月十五日的《節次照常膳底檔》記載，原居鍾粹宮的皇考貴太妃耿氏「止葷添素」，可見新帝妻妾尚未入住此宮；直至五月才著收拾鍾粹宮。约于此时，乾隆帝下旨命人赐三块匾额给皇太后、皇后、和贵妃，从内容来看，赐给皇后的“德洽六宫”匾安在储秀宫，赐给贵妃的匾额“令仪淑德”匾额挂在永寿宫。与此同时，两宫都有安床、安柜等装修记录，早于其他各宫。六年（1741年），乾隆帝命依照永寿宫陡匾的式样，制作十一面匾额，并亲自题写，分别挂在东六宫、西六宫除永寿宫之外的其他十一宫的正殿。乾隆帝还下谕旨：“自挂之后，至千万年，不可擅动，即或妃嫔移住别宫，亦不可带往更换。
二年（1737年）八月，高斌之二继室馬氏携子高恒回京。在京期间，馬氏得以进宫拜见時為貴妃的高氏，并得皇帝赏赐喫食。同年十月高斌闻知此事，就在十一月十三日上奏折谢恩。十二月，正式冊封為貴妃。
五年（1740年）初，高斌之妻得以再次进宫拜见贵妃，并得以叩见皇帝。皇帝命高斌之妻一起看戏，并赐予其如意、䌷绫和缎疋等物。。五年八月，江南河道總督高斌奏請陛見。六年至十年（1741-1745年），高斌转任直隸總督（驻保定）兼直隶總河印務。
據祭文所稱，貴妃高氏常说出令人心悦诚服的规诫之言，並且有才华擅文采。她对皇后的態度谦逊平和，在制作女红方面又与皇后配合得非常和谐，常听到皇后夸赞她温和恭敬。她又佐理太后盥洗之事，太后很早就褒奖她贤德和孝顺。她在后宮的位份非常尊贵，却能够與其他妃嬪融洽相处而獲得尊崇的褒奖和声誉。
十年（1745年）正月二十三日，晉封貴妃高氏為皇貴妃，正月二十五日皇貴妃高氏薨，諡曰“慧賢皇貴妃”。
高氏去世前不久，乾隆帝已下旨在六股道修建了一组券殿，充作高氏的金棺暂安处，其规格高于哲悯皇贵妃的那一组券殿。乾隆十年二月初八，高氏逝世後道場依照哲憫皇貴妃例進行。乾隆十七年（1752）十月二十七日与孝賢純皇后、哲悯皇贵妃同日入葬清东陵之清裕陵。
慧贤皇贵妃生前居住在紫禁城的永寿宫，在圆明园的居所是韶景轩（位于圆明园四十景的第十一景“茹古涵今”；乾隆在“茹古涵今”诗（属乾隆帝1744年圆明园四十景组诗）中写道：“鸟语花香生静悟，松风水月得佳朋”）。过去每逢年节时，永寿宫东壁悬挂乾隆帝《圣制班姬辞辇赞》，西壁悬挂乾隆年间的《班姬辞辇图》。去世后，乾隆帝作《慧贤皇贵妃挽诗叠旧作春怀诗韵》等一系列挽诗，缅怀与她相处的二十年时光，其中也频繁将皇贵妃与班婕妤相比，他在《慧贤皇贵妃挽诗》中写道：“双双梁上燕，队队滩头雁。时或失乳巢，亦或别沙岸。况曽赋抱裯，尝经陪曲宴。忧农予悒欝，强慰予之畔。频进徐妃箴，未怨班姬扇”。慧贤皇贵妃仙逝之日为填仓日（正月二十五日），乾隆帝在此后诸多填仓日的诗中表达对她的哀思。慧贤皇贵妃的画像和生前物品曾和逝去的孝贤皇后的一起，被乾隆安奉在长春宫以作纪念。

## 去世後待遇
乾隆十年（1745年) 三月初三日，據《雍和宮滿文檔案譯編》記載，帝后等人前往慧賢皇貴妃梓宮停靈的六股道殯宮致祭。內務府共使用了四輛牛車接送后妃位下的太監。檔案中的漢文清單可知由西暖殿富察皇后的太監獨自乘坐一輛牛車，第二輛牛車由翊坤宫嫻貴妃和长春宫嘉妃位下的太監乘坐，第三輛牛車由景仁宫純貴妃和永和宮愉妃位下的太監乘坐；最後一輛牛車則由承乾宫舒嬪、延禧宫怡嬪和永寿宫原皇贵妃位下德太監乘坐。
十年三月初八日，太監胡世傑交御筆「敕建白衣觀音庵」匾文一張，此匾文連着御筆黃絹「甘、法」對聯一副。另外，交御筆黃絹「慧賢了願」匾文一張，此匾文連着御筆黃絹「華、香」對聯一副。然而尚未有确實资料显示此处与慧贤皇贵妃有关。因為檔案有缺失之故，目前僅能得知對聯的部分字眼。同日，高宗下旨將對聯做成錦邊壁子抱月對，各隨勾環托掛釘；三月二十三日將油匾一面壁子匾一面，持去雍和宮安掛訖；四月二十七日，柏唐阿盛德將錦邊掛對兩副，持去雍和宮安掛。官修白衣觀音庵建于乾隆十四年（1749），位于香山静宜园南楼外八旗印房西（据《钦定日下旧闻考》、《五城寺院册》、《北平庙宇通检》），又记位于西直门外北关的南海淀地区（载《八城廟宇僧尼總冊》）。
慧贤皇贵妃去世后，十一年（1746年）丙寅，乾隆帝赐给慧贤皇贵妃之父大学士高斌的墓地在清东陵三陵（孝陵、景陵、裕陵）东南方向的中峪，也是让高斌夫妇永远陪伴女儿于地下。二十年（1755年）高斌去世后，儿子高恒将其父与三位母亲合葬于此。
三十三年（1768年），高氏之弟高恒、侄高朴相继因贪墨坐诛。在处死高恒之前，大学士傅恒曾奏请乾隆帝看在已经去世的慧贤皇贵妃的面上，贷其一死。乾隆对此颇不快，正色道：“如皇后兄弟犯法，当奈何？”傅恒为孝贤皇后兄弟，听罢战栗不敢言。至杀高朴，皇帝再谕：“高朴贪婪无忌，罔顾法纪，较其父高恒尤甚，不能念为慧贤皇贵妃侄而稍矜宥也。”

## 年表
雍正十二年（1734年）三月，欽奉雍正帝諭旨，於使女中超拔為寶親王側福晉。雍正十三年（1735年）九月二十四日，剛登基的乾隆帝诏封高氏为贵妃，并將高氏母家由鑲黃旗包衣佐領抬旗，抬入滿洲鑲黃旗。
乾隆二年十二月初四日 (1737年），以保和殿大學士張廷玉為正使，內閣學士索柱為副使，冊封為贵妃，居鍾粹宮。
乾隆十年正月二十三日（1745年），詔封為皇貴妃；正月二十五日深夜，高氏因痰疾薨逝，加谥曰慧贤皇贵妃。根據內務府《鴻稱通用》的記載，“慧賢”的“慧”字，滿語的意思為“有悟性”、“靈慧”，而“賢”字的滿文意思則為“有德才的”。慧贤皇贵妃的胞叔江南江北寿春镇总兵官高钰和嫡堂兄江宁织造西寧奏請赴京城叩金棺。時任两江总督尹继善、绥远城将军補熙和浙江巡抚纳兰常安惊闻皇贵妃薨逝後，立即上奏宽慰圣心。
當日特旨令章嘉呼圖克圖（即三世章嘉·若必多吉）攜二十名喇嘛誦經，正月二十六日夜，特旨佛樓和尚等在吉安所大門下，置供一次。初次念經之七天，喇嘛移在吉安所大門外西側廂房念經。一周年忌日，在六股道蓆子涼棚先請一百零八名喇嘛念經一百二十天，然後再請一百零八名禪僧念經一百二十天。
慧賢皇貴妃金棺暫厝於靜安莊殯宮期間，皇貴妃那拉氏曾在乾隆十三年四月二十一日，由雍和宫前往静安庄祭奠暂安在静安庄的慧贤皇贵妃和哲悯皇贵妃。乾隆十七年十月二十七日（1752年），與孝賢皇后、哲憫皇貴妃同日葬入清東陵之裕陵，属于附葬。
嘉慶二十三年正月（1817年），高氏一族被赐姓“高佳氏”，嘉慶帝詔命，將玉牒內慧賢皇考貴妃之姓高氏满洲化為“高佳氏”。

## 家庭

### 祖父母
- 祖父：高衍中，內務府郎中兼任参领佐領，监修康熙帝之畅春园。
- 祖母：李氏，封一品誥命夫人，信佛。

### 父母
- 生父：高斌，官至文淵閣大學士、河道總督，清朝的治河名臣，著有《固哉草亭诗集》。
- 生母：二繼妻馬氏，一品誥命夫人，内务府正白旗汉军、骁骑校马维藩之长女（据《八旗滿洲氏族通譜》卷74，马氏始祖“馬偏額，正白旗包衣人，世居瀋陽地方，來歸年分無考，原任郎中兼佐領。其子桑格原任吏部尚書，費雅逹原任陝西潼關總兵官，馬二格原任佐領……孫馬維翰原任佐領，馬維范原任驍騎校。……元孫永泰現任二等侍衛”；其中馬偏額（又馬偏俄）于順治、康熙朝三任苏州织造；马桑格（又桑額 (尚書)），康熙朝江宁织造、漕运总督、太子太保、吏部尚書；費雅逹，陕西总兵，康熙十九年阵亡，赠左都督、太子少保，赐祭葬，諡忠勇，予骑都尉世职，雍正七年入祀昭忠祠，子马维翰袭世职，《钦定八旗通志：大臣传六十四》卷198有传）。
- 父之元配：陳佳氏，镶黄旗满洲、内务府佐领阿麟之女（堂姊陈佳氏封康熙帝之純裕勤太妃，生皇十七子果毅亲王胤礼）。
- 父之繼妻：祁氏，内务府正黄旗汉军、内务府司库祁士杰之女。

### 弟妹
- 弟：高恒，外戚，娶鑲黃旗滿洲、光祿寺卿兼佐領德爾弼之長女那拉氏；任兩淮鹽政、总管内务府大臣，因侵吞鹽引被處死刑。其子瑪尚阿巴圖魯高杞，伊犁将军、陝甘總督，妻鈕祜祿氏（妹鈕祜祿氏封乾隆帝之順貴人）；孙嘉慶十三年（1808）戊辰科舉人高焯。
- 二妹：高佳氏，继配嫁镶蓝旗满洲、大学士鄂爾泰第二子、副都统果壮公鄂實（阵亡，授世袭骑都尉）。
- 三妹：高佳氏，嫁內務府正黃旗漢軍、护军骁骑校韓錦（內務府正黄旗蒙古、乾隆四十五年（1780年）庚子恩科进士诗人法式善的外祖父）。
- 四妹：高佳氏，生平暫不詳。

### 親戚
- 伯父：高述明，甘肃涼州镇總兵，卒于军中，著有《积翠轩诗集》；妻朱氏（父内务府正黄旗汉军、內務府員外郎兼佐领朱國善）。
- 叔父：高钰 (清朝)，江南壽春鎮總兵署理江南提督；妻鍾氏（父内务府正黄旗汉军、内务府员外郎鍾國鼎）。后代有道光己丑科進士福淳。
- 姑母高氏，嫁內務府鑲黃旗汉军、內務府郎中鄧之琮（又鄧智宗，父內務府郎中鄧廣乾）。
- 姑母高氏，嫁内务府正黄旗汉军、总管内务府大臣丁皂保（赐谥文恪，父内务府郎中丁應元）。
- 长堂兄图克善，高述明之長子，娶頭等侍衛祁七十之長女，祁氏。
- 次堂兄：高誠，高述明之二子，長蘆鹽政，娶護軍參領哈爾敏之女，趙氏。后代有进士景綸、世綸、文玉。
- 三堂弟：西寧 (高佳氏)，高述明之三子，江宁、杭州织造、内务府总管大臣，娶侯選州同八海之次女，王氏。
- 四堂弟：高晉，高述明之四子，南河總督、兩江總督、文华殿大学士兼礼部尚书，娶正蓝旗满洲、刑部員外郎王德林（清朝）之女王氏（胞叔刑部、兵部、吏部尚书恭簡公性桂）。其子一等男爵、吏部尚書文勤公書麟，乾隆四十三年（1778）進士廣厚。
- 五堂弟：高泰，高述明之五子，娶內務府世家之女，即內務府總管董殿邦之次女，董氏（堂姑董氏封康熙帝之端嬪）。
- 六堂弟：高坤，高述明之六子，娶總領崔默爾森額之女，陳氏。側室，三等侍衛傅爾敦之次女，富察氏。
- 七堂弟：高復，高述明之七子，娶世代聯姻的內務府世家之女，即內務府員外郎長齡之女，祁氏。
- 堂姊高佳氏，高述明之長女，嫁正蓝旗汉军、二等侍卫胡照，其父头等侍卫、副都统永慶；后代有道光三十年庚戌（1850）进士吉惠 (道光进士)、光緒二年丙子（1876）恩科進士胡俊章、道光丁未进士增祿、同治癸亥进士守忠（世袭云骑尉）、咸丰丙辰进士守正。
- 堂姊高佳氏，高述明之次女，嫁内务府正白旗汉军、内务府佐领参领李維屏（又黑達塞），其祖父雍正朝总管内务府大臣李延禧；后代有道光己丑科進士舒貴、光绪丙子恩科进士景瀛。

### 侄
- 長侄：高朴，高恒之長子。清朝官員，因贪墨遭诛，為葉爾羌玉石案之主犯。
- 次侄：高梡，高恒之次子。
- 三侄：高桎，高恒之三子。
- 四侄：瑪尚阿巴圖魯高杞，高恒之四子，陝甘總督、工部侍郎，娶順貴人之姐，鈕祜祿氏。高杞之女高佳氏，嫁内务府正白旗满洲、乾隆五十八年（1793年）癸丑科進士索綽絡氏英和之次子嘉慶辛未科進士奎耀（可見高氏與乾隆帝瑞貴人的家族也有聯姻關係）。
- 長堂侄：高書麟，高晉之長子，授世袭一等男爵，任安徽巡撫、湖廣總督、清朝吏部尚書。
- 次堂侄：高廣厚，高晉之次子，乾隆四十三年（1778）進士，官至安徽、湖南巡撫。
- 三堂侄：高廣興，高晉之三子，刑部侍郎、总管内务府大臣。嘉慶四年因率先彈劾和珅而名聲大振，頗得嘉慶帝倚信。嘉慶十三年以任意作威，收納餽遺被劾，處死籍家。

## 影视作品
- 電視劇

| 年份 | 劇名     | 演員 | 剧中姓名 | 劇中稱謂                                              |
| 2018 | 延禧攻略 | 譚卓 | 高寧馨   | 使女→高貴妃→慧賢皇貴妃                                |
| 2018 | 如懿傳   | 童瑶 | 高晞月   | 格格→寶親王侍妾格格→侧福晋→慧贵妃→慧皇贵妃→慧贤皇贵妃 |

## 延伸阅读
[在维基数据编辑]
 《清史稿/卷214》，出自趙爾巽《清史稿》
 在维基共享资源阅览影像